# 南大隅郡

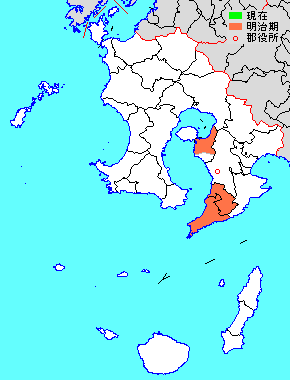
鹿児島県南大隅郡の位置

南大隅郡（みなみおおすみぐん）は、鹿児島県にあった郡。

## 郡域
1887年（明治20年）に行政区画として発足した当時の郡域は、下記の区域にあたる。
- 垂水市の大部分（牛根境・新城を除く）
- 肝属郡錦江町・南大隅町の全域

## 歴史

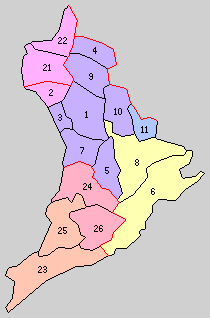
21.垂水村 22.牛根村 23.佐多村 24.大根占村 25.小根占村 26.田代村（桃：垂水市 赤：錦江町 橙：南大隅町 1 - 11は肝属郡）

### 郡発足までの沿革
- 明治初年時点では全域が薩摩鹿児島藩領であった。「旧高旧領取調帳」に記載されている、大隅郡のうち後の本郡域の明治初年時点での村は以下の通り[1]。（25村）
  - 牛根郷（一部） - 二川村、麓村（現・垂水市）
  - 垂水郷 - 海潟村、中俣村、市木村、田神村、新御堂村、本城村、高城村、浜平村、柊原村（現・垂水市）
  - 田代郷 - 川原村、麓村（現・錦江町）
  - 大根占郷 - 城元村、馬場村、神川村（現・錦江町）
  - 小根占郷 - 山本村、辺田村、横別府村、川北村、川南村（現・南大隅町）
  - 佐多郷 - 郡村、馬籠村、伊座敷村、辺塚村（現・南大隅町）
- 明治4年7月14日（1871年8月29日） - 廃藩置県により鹿児島県の管轄となる。
- 明治12年（1879年）2月17日 - 郡区町村編制法の鹿児島県での施行により、行政区画としての大隅郡が発足。「垂水郡役所」が管轄。

### 郡発足以降の沿革
- 明治20年（1887年）5月9日 - 大隅郡のうち上記5郷余の区域をもって南大隅郡が発足[2]。「鹿屋郡役所」が管轄。
- 明治22年（1889年）4月1日 - 町村制の施行により、各郷に垂水村、牛根村、佐多村、大根占村、小根占村、田代村が発足。西囎唹郡境村（牛根郷）が牛根村の一部となる。
- 明治30年（1897年）4月1日 - 郡制の施行のため、「鹿屋郡役所」が管轄する肝属郡・南大隅郡の区域をもって、改めて肝属郡が発足[3]。同日南大隅郡廃止。